# ألان رونالد
ألان رونالد هو عالم أحياء دقيقة كندي، ولد في 24 أغسطس 1938 في بورتاج لابريري في كندا.